# Château de Pouzieux
Le château de Pouzieux est situé sur la commune de Châtillon-sur-Indre, dans l'ouest du département de l'Indre, , région naturelle du Blancois dans la région Centre-Val de Loire.

## Historique
Le logis-donjon à quatre tourelles d’angle fait partie d’une série de châteaux inspirés du modèle royal de Vincennes et étaient tenus par des officiers royaux. La chapelle, située au deuxième étage du donjon, est ornée de peintures murales dont une scène de crucifixion au-dessus de l'autel.
La porte-tour à pont-levis a été rajoutée au XVe siècle. Elle réutilise une fenêtre qui est en partie du XIVe siècle mais qui a été complétée par des moulures du XVe siècle. Au XVIe siècle, le système à bras a été supprimé en faveur d’un mécanisme à chaînes. 
Faute de documents, la plupart des châteaux de cette série, parmi lesquels il faut aussi citer Céré (Saint-Hilaire-sur-Benaize), Entraigues (Langé), Forges (Concremiers), L’Ormeteau (Reuilly), Sarzay et sans doute Romefort (Ciron) ont été situés au milieu ou à la seconde moitié du XVe siècle. C’est ainsi que la construction de Pouzieux a été attribuée la famille Sorbiers, propriétaire de nombreuses seigneuries dans la région, qui est attestée à Pouzieux en 1428 et en 1526 (cette famille conserve Pouzieux jusqu'au XVIIIe siècle)[réf. souhaitée].
Cependant les moulurations des baies et des cheminées murales permettent d’avancer que plusieurs de ces châteaux sont antérieurs, notamment Céré, Pouzieux et Sarzay, pour lesquels s’impose une date de la fin du XIVe siècle. Les travaux supposés de Jean de Sorbiers vers 1499 concernent sans doute la porte-tour accolée. 
Le château est une propriété privée qui ne se visite pas (possibilité sur rendez-vous pour des groupes), mais il est visible de l’extérieur. L'édifice est inscrit sur l'inventaire supplémentaire des monuments historiques, avec ses boiseries intérieures, par arrêté du 4 octobre 1932.